# Oliver (Film)
Oliver ist die Verfilmung des gleichnamigen Musicals von Lionel Bart aus dem Jahr 1968, das wiederum den bekannten Roman Oliver Twist von Charles Dickens als Vorlage nutzte.
In dem Film spielten einige Darsteller aus dem Musical mit.

## Inhalt
Oliver führt ein trostloses Leben in einem Waisenhaus. Die Kinder müssen harte Arbeit leisten und bekommen ausschließlich Haferbrei zu Essen. Eine Besichtigung des Waisenhauses findet statt und die halbverhungerten Kinder müssen ansehen, was der Delegation aufgetischt wird – Braten, Gemüse, Beilagen im Überfluss. Die Kinder verabreden eine Mutprobe. Wer den längsten Grashalm zieht, muss um eine zusätzliche Portion Haferbrei bitten. Oliver zieht den Halm und bittet um eine zusätzliche Portion Essen.
Die Delegation und der Heimvorsteher beschließen, Oliver gegen eine Geldzahlung wegzugeben, weil der es gewagt hatte, mehr Essen zu verlangen. Er wird an einen Beerdigungsunternehmer „veräußert“. Dessen Geselle beleidigt und demütigt ihn, was er klaglos hinnimmt. Als aber der Geselle über  Olivers Mutter übel herzieht, geht der Junge wütend auf den Gesellen los. Er wird von der Frau des Bestattungsunternehmers und dessen Tochter überwältigt. Der Heimvorsteher wird geholt und man beratschlagt über Olivers Schicksal, als dieser zufällig einen Fluchtweg über ein Fenster entdeckt. Oliver flieht nach London.
Hier lernt er The Artful Dodger kennen. Er gehört einer Diebesbande an, die dem kleinkriminellen Fagin gehört. Oliver findet dort Unterschlupf und erfährt durch Artful Dodger und Fagin das erste Mal in seinem Leben Wertschätzung. Allerdings ist er viel zu gutgläubig und naiv, um auf die Idee zu kommen, dass ihn seine Wohltäter zu unrechten Dingen anstiften könnten. Prompt wird Oliver bei seiner ersten Diebestour gefasst, als der reiche Mr. Brownlow bestohlen wird. Vor Gericht stellt sich seine Unschuld heraus. Mr. Brownlow nimmt ihn mit und lässt ihn von seiner Haushälterin pflegen.
Als er eines Tages Bücher zurückbringen soll, wird er von Nancy entführt. Kurz darauf soll er für Bill Sikes in ein Haus einbrechen. Der Einbruch misslingt und Sikes stirbt bei der anschließenden Flucht. Oliver kommt danach wieder zu Mr. Brownlow, der inzwischen herausgefunden hat, dass Oliver sein Enkelsohn ist.

## Synchronisation
Die deutsche Synchronfassung entstand bei der Ultra-Film, München. Eberhard Cronshagen schrieb das Dialogbuch, Marcel Valmy übersetzte die Liedtexte und Josef Wolf führte Regie.
| Figur           | Darsteller       | Deutscher Sprecher |
| --------------- | ---------------- | ------------------ |
| Oliver Twist    | Mark Lester      | Susanne Uhlen      |
| Fagin           | Ron Moody        | Arno Assmann       |
| Bill Sikes      | Oliver Reed      | Michael Chevalier  |
| Nancy           | Shani Wallis     | Heidi Treutler     |
| Artful Dodger   | Jack Wild        | Stefan Sczodrok    |
| Mr. Bumble      | Harry Secombe    | Thomas Reiner      |
| Mr. Brownlow    | Joseph O’Conor   | Wolf Ackva         |
| Magistrate      | Hugh Griffith    | Erik Jelde         |
| Mrs. Bumble     | Peggy Mount      | Alice Franz        |
| Mrs. Sowerberry | Hylda Baker      | Til Klokow         |
| Mr. Sowerberry  | Leonard Rossiter | Leo Bardischewski  |
| Noah Claypole   | Kenneth Cranham  | Horst Sachtleben   |
| Dr. Grimwig     | Wensley Pithey   | Robert Klupp       |

## Produktionsnotizen
- Das Szenenbild stammt von John Box
- Die Kostüme lieferte Phyllis Dalton
- Die Bauten schuf Terence Marsh
- Als Maskenbildner zeichnete George Frost verantwortlich
- Der Komponist Johnny Green steuerte zusätzliche Musik bei
- Drehorte waren die Shepperton Studios, Shepperton, Surrey in England.
- Der Gesang von Mark Lester wurde in der Originalversion von der Sängerin Kathe Green (Johnny Greens Tochter) eingesungen

## Auszeichnungen (Auswahl)
| Oscarverleihung 1969 - Bester Film - Beste Regie - Bestes Szenenbild - Beste Musik - Bester Ton | weitere Nominierungen: - Bestes adaptiertes Drehbuch - Ron Moody als bester Hauptdarsteller - Beste Kamera - Beste Kostüme - Jack Wild als bester Nebendarsteller - Bester Schnitt |

Das British Film Institute wählte Oliver im Jahr 1999 auf Platz 77 der besten britischen Filme aller Zeiten.

## Kritiken
„Charles Dickens' Roman ‚Oliver Twist‘ in einer Musicalbearbeitung, die eine brillante Inszenierung erfuhr, aber den sozialkritischen Kern des Buches verfehlt. Die rührende Unterhaltung endet ausgesprochen reißerisch.“

„‚Oliver Twist‘, der sozialkritische Roman […] aus dem Jahre 1839, wurde zu einem englischen Musical verarbeitet, das mit Hilfe einer aufwendigen Ausstattung und fröhlichen Weisen soziale Mißstände des 19. Jahrhunderts als musikalische Unterhaltung anbietet. Unnötig.“

„Das Werk ist typisch für die Spätphase des einst sozial engagierten, feinsinnigen Beobachters Carol Reed: der Sinn für Charakterzeichnung, die Liebe zum Detail und ein Gespür für die sozialkritische Brisanz des einst als heftige Anklage gegen das Gesellschaftssystem im England des 19. Jahrhunderts konzipierten Dickens-Romans waren Reed gänzlich abhanden gekommen und durch eine technisch perfekte und von veräußerlichter Lebhaftigkeit und Oberflächlichkeit bestimmten Glätte à la Hollywood ersetzt worden.“